# Mizerna
Mizerna (prononciation : [miˈzɛrna]) est une localité polonaise de la gmina de Czorsztyn, située dans le powiat de Nowy Targ en voïvodie de Petite-Pologne.